# Héctor Canteros
Héctor Miguel Canteros (Buenos Aires, 15 marzo 1989) è un calciatore argentino, centrocampista del Camioneros.

## Palmarès

### Club
- Supercopa Argentina: 1

Vélez Sarsfield: 2013